# Šútovská epigenéza
Šútovská epigenéza je přírodní památka v katastrálním území obcí Šútovo a Ratkovo v okrese Martin v Žilinském kraji na Slovensku. Chráněné území bylo vyhlášeno v roce 1979 a jeho rozloha je 52,19 hektaru. Předmětem ochrany je epigenetický zářez řeky Váh a Šútovského potoka přijejich zahlubování na konci terciéru. Součástí území je archeologická lokalita výšinného sídliště Boroviny.